# بلدية بورتنيكي
بلدية بورتنيكي هي بلدية في لاتفيا، بلغ عدد سكانها 7,977  نسمة وذلك حسب إحصائيات سنة 2017.

## التقسيمات الإدارية
- Matīši Parish [الإنجليزية]‏.